# Ramón da Silva Ramos
Ramón da Silva Ramos, genannt Ramón, (* 12. März 1950 in Sirinhaém, PE) ist ein ehemaliger brasilianischer Fußballspieler und -trainer.

## Karriere
Entdeckt wurde Ramón bei Usina Trapiche von Dario einem ehemaligen Spieler von América FC (PE) und Santa Cruz FC. Dieser brachte Ramón zu Santa Cruz. Bei dem Klub aus Recife startete Ramón seine Profikarriere. Für diesen Verein war er fünf Jahre tätig und absolvierte für diesen auch seinen meisten Einsätze. Sein größter Erfolg war die Erlangung der Krone des Torschützenkönigs in der brasilianischen Meisterschaft 1973.

## Trivia
Ramón ist verheiratet, hat fünf Kinder und sieben Enkel.
Der Jockey Club de Pernambuco soll einen Grande Prêmio Ramon zu Ehren von Ramón ausgerichtet haben.

## Erfolge
Santa Cruz
- Staatsmeisterschaft von Pernambuco: 1970, 1971, 1972, 1973

Vasco
- Staatsmeisterschaft von Rio de Janeiro: 1977

Ceará
- Staatsmeisterschaft von Pernambuco: 1981

## Auszeichnungen
- Brasilianischer Torschützenkönig: 1973
- Bola de Prata: 1973